# 韦克桑地区莱蒂利耶
韦克桑地区莱蒂利耶（法語：Les Thilliers-en-Vexin），或纯音译作莱蒂利耶昂韦克桑，是法国厄尔省的一个市镇，属于莱桑德利区。

## 地理
韦克桑地区莱蒂利耶（49°14'11"N, 1°36'32"E）面积1.57 平方千米，位于法国诺曼底大区厄尔省，该省份为法国北部内陆省份，北起滨海塞纳省，西接奧恩省和卡爾瓦多斯省，南至厄尔-卢瓦省，东临瓦兹省、瓦兹河谷省和伊夫林省。
与韦克桑地区莱蒂利耶接壤的市镇（或旧市镇、城区）包括：韦克桑地区维莱、韦利、欧特韦尔讷、埃普特河畔韦克桑。
韦克桑地区莱蒂利耶的时区为UTC+01:00、UTC+02:00（夏令时）。

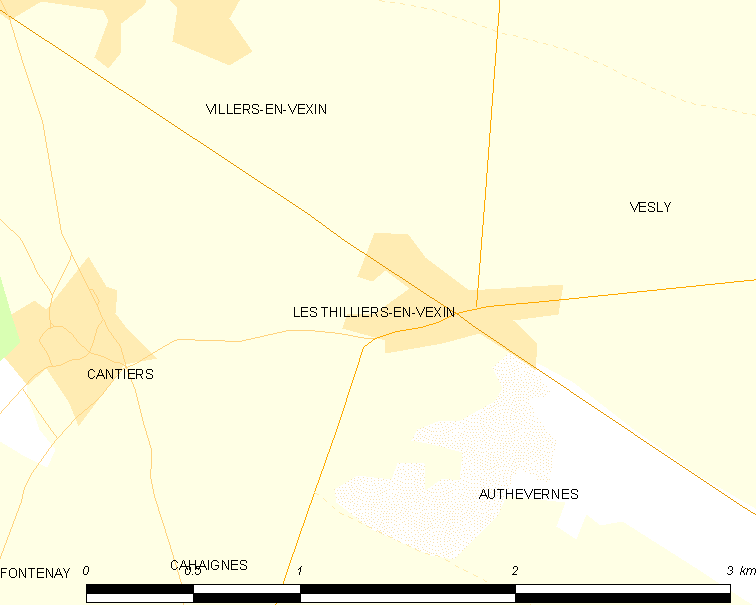
韦克桑地区莱蒂利耶的OSM定位图

## 行政
韦克桑地区莱蒂利耶的邮政编码为27420，INSEE市镇编码为27633。

## 政治
韦克桑地区莱蒂利耶所属的省级选区为日索尔县。

## 人口

1962-2008年间韦克桑地区莱蒂利耶人口变化图示

韦克桑地区莱蒂利耶于2022年1月1日时的人口数量为493人。

## 交通
厄尔省省道D6线、D10线、D181线和D6014线在市中心交汇。